# Cotana splendida
Cotana splendida är en fjärilsart som beskrevs av Rothschild 1932. Cotana splendida ingår i släktet Cotana och familjen Eupterotidae. Inga underarter finns listade i Catalogue of Life.